# Helga Seidler
Helga Seidler, född den 5 augusti 1949 i Oberneuschönberg, Sachsen, är en östtysk friidrottare inom kortdistanslöpning.
Hon tog OS-guld på 4 x 400 meter vid friidrottstävlingarna 1972 i München. 